# 佩佩·埃斯科巴
佩佩·埃斯科巴（Pepe Escobar，1954年—）是一名巴西記者、地緣政治分析家。曾定期於亞洲時報在線的專欄上撰寫有關中東和亞洲事務以及美國外交政策的評論和文章。他也作為新聞評論員出現在RT電視台、Press TV和半島電視台等電視台上。
自1990年代後期以來，他的工作主要聚焦於中亞、俄羅斯、中東和伊朗。
在2000年8月，埃斯科巴和另外兩名記者一度被塔利班逮捕，被控拍攝足球比賽。
2022年4月，埃斯科巴的推特帳號被停用，他認為這是俄烏衝突期間西方壓制異議聲音的一部分。埃斯科巴一貫批判西方國家對烏克蘭的立場。

## 外部連結
- 在觀察者網上的專欄 （页面存档备份，存于）